# Lista de partidos social-democratas

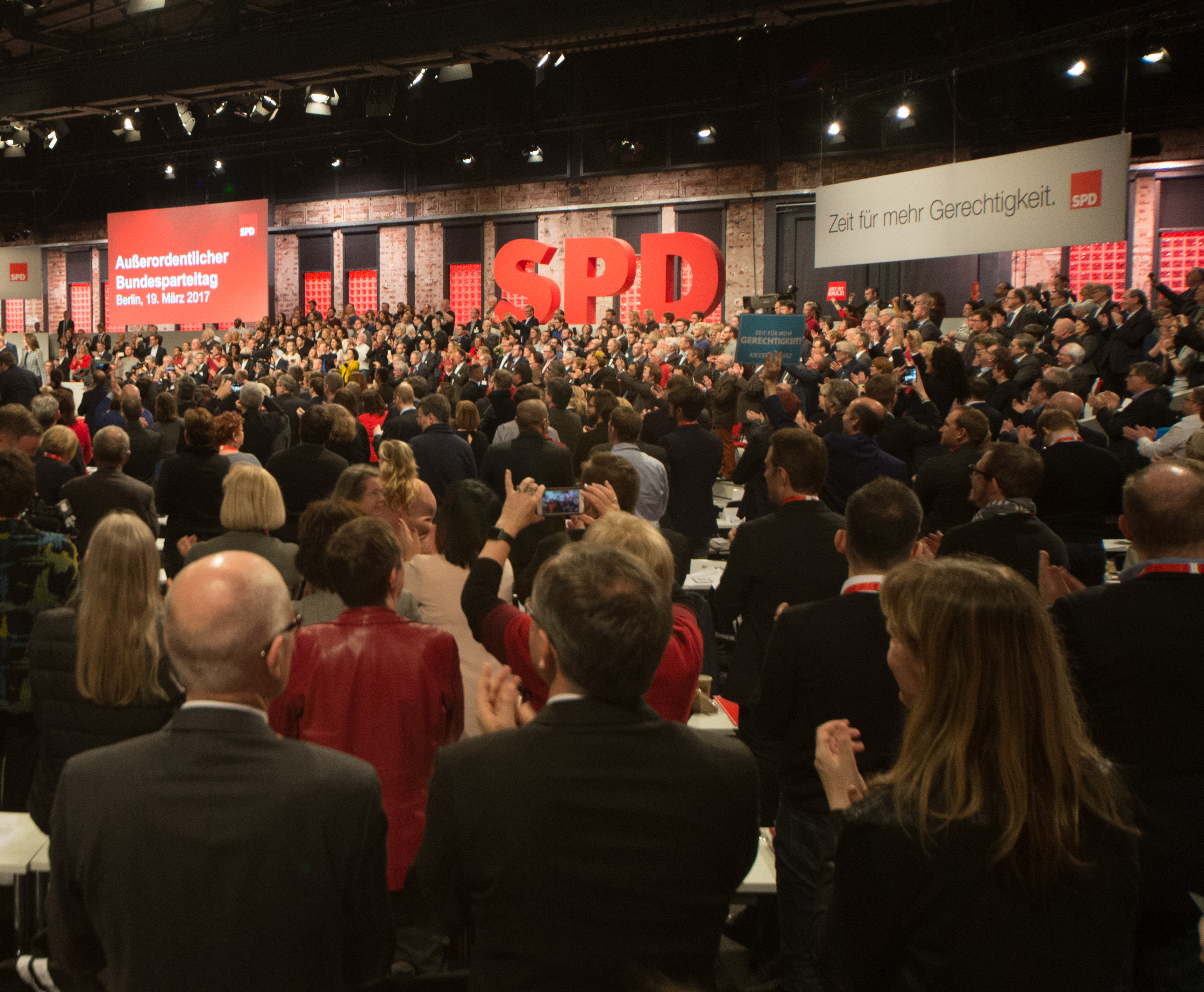
Congresso de 2017 do Partido Social-Democrata da Alemanha

Esta é uma lista de partidos políticos que se definem ou geralmente são considerados defensores dos princípios e valores da social-democracia. Alguns dos partidos também são membros da Internacional Socialista, do Partido Socialista Europeu ou da Aliança Progressista.
Os social-democratas defendem, por meio da atuação parlamentar, um Estado atuante que promova a justiça social, dentro da democracia liberal e de uma economia mista capitalista. Esses partidos geralmente remontam aos movimentos trabalhistas socialistas do século XIX. No início do século XX, houve uma cisão na qual alguns partidos seguiram definitivamente o caminho da social-democracia reformista, enquanto os outros começaram a se identificar, na maioria dos casos, como partidos comunistas. Desde então, os partidos social-democratas disputam o poder em vários países e contribuíram para a formação de vários Estados de bem-estar social.
Muitos partidos social-democratas e de outras correntes socialistas se reúnem na Internacional Socialista, uma organização transnacional criada em 1951 que visa fortalecer e desenvolver políticas social-democratas pelo mundo. Em 2013, vários partidos membros daquela organização — sob a liderança do SPD alemão — formaram a Aliança Progressista como uma alternativa à Internacional, alegando que esta aceitava continuamente que alguns membros não respeitassem valores democráticos. Em 2025, a Internacional Socialista contava com 118 partidos, enquanto a Aliança Progressista reunia 119.

## Lista
| País                 | Nome                                             |
| -------------------- | ------------------------------------------------ |
| África do Sul        | Congresso Nacional Africano                      |
| Albânia              | Partido Socialista da Albânia                    |
| Alemanha             | Partido Social-Democrata da Alemanha             |
| Argentina            | Partido Socialista                               |
| Argentina            | Partido Justicialista                            |
| Austrália            | Partido Trabalhista Australiano                  |
| Áustria              | Partido Social-Democrata da Áustria              |
| Bangladesh           | Liga Awami                                       |
| Bélgica              | Partido Socialista                               |
| Bósnia e Herzegovina | Partido Social-Democrata da Bósnia e Herzegovina |
| Brasil               | Partido Democrático Trabalhista                  |
| Brasil               | Partido Socialista Brasileiro                    |
| Brasil               | Partido dos Trabalhadores                        |
| Canadá               | Novo Partido Democrático                         |
| Canadá               | Bloco Quebequense                                |
| Chile                | Partido Socialista do Chile                      |
| Chile                | Partido Radical do Chile                         |
| Chile                | Partido pela Democracia                          |
| Colômbia             | Partido Liberal Colombiano                       |
| Croácia              | Partido Social-Democrata da Croácia              |
| Eslovênia            | Social-Democratas                                |
| Espanha              | Partido Socialista Operário Espanhol             |
| Espanha              | Solidariedade Basca                              |
| Estados Unidos       | Partido Democrata                                |
| França               | Partido Socialista                               |
| Irlanda              | Partido Trabalhista                              |
| Itália               | Partido Democrático                              |
| Itália               | Partido Socialista Italiano                      |
| Japão                | Partido Democrático do Japão                     |
| Japão                | Partido Social-Democrata                         |
| México               | Partido Social-Democrata                         |
| Noruega              | Partido Trabalhista                              |
| Polónia              | Partido Social-Democrata da Polônia              |
| Portugal             | Partido Socialista                               |
| Porto Rico           | Partido Independentista Portorriquenho           |
| Reino Unido          | Partido Trabalhista                              |
| Roménia              | Partido Social-Democrata                         |
| Sérvia               | Partido Democrático                              |
| Suécia               | Partido Operário Social-Democrata da Suécia      |
| Suíça                | Partido Social Democrata da Suíça                |
| Uruguai              | Assembléia Uruguaia                              |

Notas
1. 1 2 3 4 5 6 7  Membro da Internacional Socialista.[1]
2. 1 2 3 4 5 6 7 8  Membro da Aliança Progressista.[3]